# Saade Vol. 2
Saade Vol. 2 – trzeci album studyjny szwedzkiego piosenkarza Erica Saade, który został wydany 30 listopada 2011 roku na terenie Szwecji przez wytwórnię płytową Roxy Recordings.
W 2011 roku album przekroczył liczbę 40 000 sprzedanych egzemplarzy, dzięki czemu otrzymał status Platynowej Płyty w Szwecji.

## Single
- „Hotter Than Fire” został wydany jako pierwszy singel z albumu 2 listopada 2011 roku. Został nagrany we współpracy z amerykańską piosenkarką Dev. Utwór trafił na 5. miejsce szwedzkiej listy muzycznej[7]

## Lista utworów
| Nr  | Tytuł                          | Autorzy                                                  | Producent  | Czas |
| --- | ------------------------------ | -------------------------------------------------------- | ---------- | ---- |
| 1.  | „Sky Falls Down” (feat. J-Son) | Eric Saade, Julimar Santos                               | Jason Gill | 3:30 |
| 2.  | „Rocket Science”               | Eric Saade, Julimar Santos, Salem Al Fakir               | Jason Gill | 3:29 |
| 3.  | „Hotter Than Fire”             | Devin Star Tailes, Eric Saade, Julimar Santos            | Jason Gill | 3:21 |
| 4.  | „Love is Callin'”              | Eric Saade, Mattias Larsson, Robin Fredriksson           | Jason Gill | 4:05 |
| 5.  | „Crashed on the Dance Floor”   | Daniel Davidsen, Eric Saade, Julimar Santos, Mich Hansen | Jason Gill | 3:36 |
| 6.  | „Explosive Love”               | Eric Saade, Ilya Salmanzadeh, Julimar Santos             | Jason Gill | 3:22 |
| 7.  | „Backseat”                     | Daniel Davidsen, Eric Saade, Julimar Santos, Mich Hansen | Jason Gill | 3:32 |
| 8.  | „Feel Alive”                   | Eric Saade, Ilya Salmanzadeh, Julimar Santos             | Jason Gill | 4:21 |
| 9.  | „ Fingerprints”                | Eric Saade, Mattias Larsson, Robin Fredriksson           | Jason Gill | 3:41 |
| 10. | „Without You I'm Nothing”      | Eric Saade, Julimar Santos                               | Jason Gill | 5:50 |

## Notowania na listach przebojów
| Kraj      | Lista (2011)      | Najwyższa pozycja |
| --------- | ----------------- | ----------------- |
| Szwecja   | Sverigetopplistan | 1                 |
| Finlandia | Album Top 50      | 46                |